# Willem Vrolik

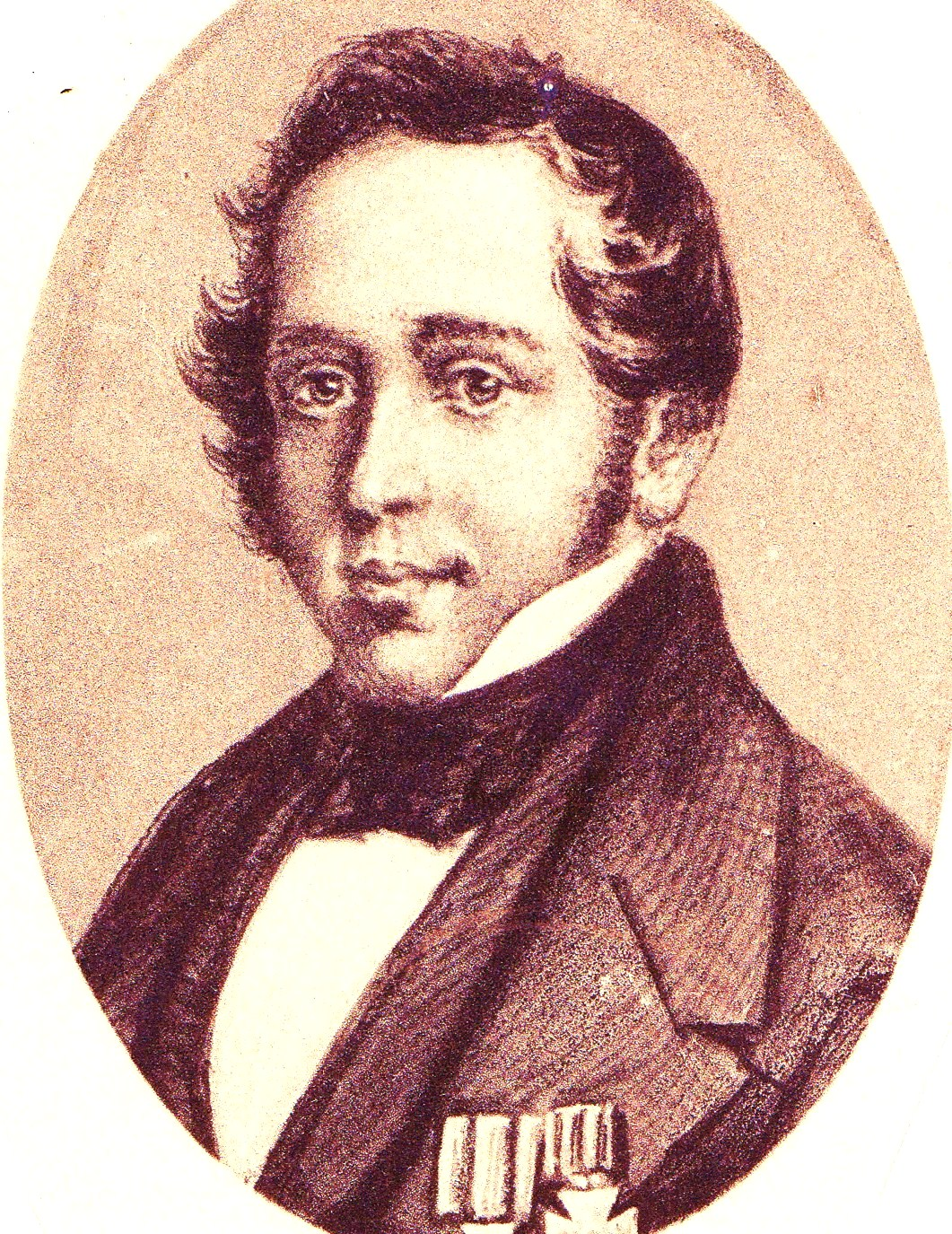
Willem Vrolik

Willem Vrolik (* 29. April 1801 in Amsterdam; † 22. Dezember 1863 ebenda) war ein holländischer Anatom und Pathologe.

## Leben
Vrolik war der Sohn des Arztes Gerardus Vrolik (1775–1859), dieser unterrichtete an der Amsterdamer Athenaeum Illustra, Vorgänger der Universität Amsterdam, wo sein Sohn später auch tätig war.
Die ersten Jahre seines Medizinstudiums verbrachte Vrolik an der Universität Utrecht, wo er für ein Essay auf Latein, über den Hörmechanismus von Mensch und Tier, einen Preis erhielt. Er beendete 1823 sein Medizinstudium in Paris und kehrte zurück nach Amsterdam, dort befasste er sich vor allem mit der vergleichenden Anatomie und Zoologie. Im Jahre 1828 wurde Vrolik an der Universität Groningen Professor der Anatomie und Physiologie; dort beeinflusste ihn vor allem die faszinierende teratologische Kollektion des berühmten Physiologen Peter Camper.
Willem Vrolik war Mitglied der Gesellschaft Deutscher Naturforscher und Ärzte. 1829 wurde er zum Mitglied der Deutschen Akademie der Naturforscher Leopoldina gewählt. Die Königlich Niederländische Akademie der Wissenschaften wählte ihn 1829 zum korrespondierenden und 1851 zum ordentlichen Mitglied.
Nachdem Vrolik 1830 in die holländische Armee eingezogen wurde, nahm er 1831 anschließend einen Lehrstuhl als Professor der Anatomie, Physiologie und Naturwissenschaften an der Athenaeum Illustra an, wo er den Rest seiner Karriere verbrachte.
Vrolik trug viel zu den Bereichen der vergleichenden Anatomie, Zoologie und Teratologie bei, die ihm den Prix Montyon der französischen Akademie der Wissenschaften einbrachte. Des Weiteren konnte er sich vor allem durch wichtige medizinische Untersuchungen wie z. B. an der Skeletterkrankung Osteogenesis imperfecta profilieren, wobei der Typ III dieser Erkrankung auch als Vrolik-Syndrom (Osteogenesis imperfecta congenita Typ Vrolik) bekannt ist. Ferner erlangte Vrolik zusammen mit seinem Vater internationale Reputation, durch die Ansammlung verschiedener menschlicher und tierischer Körper, die die unterschiedlichsten Aspekte der Embryologie, Pathologie, Anatomie und kongenitalen Abnormität aufweisen. Die Vrolik-Kollektion, die durch zahlreiche Spenden ständig gewachsen ist, zählt heute fast 5000 Exemplare, wobei 500 der teratologischen Stücke weitestgehend im Museum Vrolik ausgestellt sind.
Vrolik selber lebte eher zurückhaltend als gläubiger Christ und Diakon der lutherischen Kirche.  Zusammen mit seiner Frau Theodora Cornelia van Doorn hatte er zwei Söhne und fünf Töchter, wobei letztere in ihrer frühen Jugend verstarben. Im Jahre 1863 zog sich Vrolik gesundheitsbedingt von seiner Arbeit zurück und starb noch im selben Jahr in Amsterdam. Die Académie royale des Sciences, des Lettres et des Beaux-Arts de Belgique wählte ihn im Dezember 1860 zum assoziierten Mitglied. Kurz vor seinem Tod wurde er als korrespondierendes Mitglied in Russische Akademie der Wissenschaften aufgenommen.

## Werke
Vrolik veröffentlichte Arbeiten über Zyklopie (1834), die Krankheitsentstehung bei kongenitalen Anomalien und eine Abhandlung über siamesische Zwillinge (1840).
Von 1840 bis 1844 publizierte er das Handboek der ziektekundige ontleedkunde (Handbuch der pathologischen Anomalien) sowie die Tabulae ad illustrandam embryogenesin hominis et mammalium tam naturalem quam abnormem (Embryogenese der Wirbeltiere).
In der Zoologie veröffentlichte er von 1841 bis 1852 einige sehr geschätzte Arbeiten über Schimpansen, den Nördlichen Entenwal (Hyperoodon ampullatus) und Rundschwanzseekühe („Manatus americanus“).
Weiter schrieb er den Artikel Quadrumana in Robert Bentley Todd et al.: Die Cyclopaedia der Anatomie und Physiologie (5 Bände, London 1836–1859) und gründete zusammen mit Gerard Johannes Mulder (1812–1880) und Herman Christian van Hall (1801–1874) das Journal Bijdragen tot de natuurkundige wetenschappen (1826–1834).